# 牧野文子
牧野 文子（まきの ふみこ、1904年（明治37年）1月7日 - 1983年（昭和58年）6月8日）は、日本の作家、詩人、翻訳家、イタリア文学者で、イタリア民謡「山の大尉」の歌詞も訳した。父は高級住宅街「苦楽園」を開発した実業家中村伊三郎。夫は「広辞苑」「少年少女ファーブル昆虫記」「生き物図鑑」などのイラスト画家牧野四子吉（よねきち）。

## 略歴
1904年（明治37年）大阪府大阪市北区上福島（現福島区）生まれ。大阪市立靱尋常小学校（現大阪市立明治小学校）、大阪府立清水谷高等女学校（現大阪府立清水谷高等学校）を経て、神戸女学院大学部英文科（現神戸女学院大学）へ進学（のちに中退）。1924年（大正13年）東京時事新報（現産経新聞）に勤務。その後、出版社に勤め、日本の服飾デザイナー先駆者の山脇敏子（「山脇美術専門学校」創設者）のマネージャー業も務めている。
1929年（昭和4年）童話作家・挿絵画家の牧野四子吉と結婚。この年、四子吉の知人でマキノトーキー製作所理事で荒虎千本組三代目組長の笹井末三郎をたより、京都市に転居。京都帝国大学教授の川村多実二との縁で、理学部動物学教室に四子吉が勤め、生き物図鑑画家となるきっかけに。以後1949年（昭和24年）まで京大の近くの左京区北白川で暮らす。
1938年（昭和13年）イタリアの人類学者で登山家フォスコ・マライーニが来日。マライーニは北海道帝国大学でアイヌ文化を研究後、京都帝国大学のイタリア語講師となり、京大の濱田耕作総長の依頼で、マライーニに日本語を文子が指導。後年、マライーニの著書の翻訳を文子が手がけるきっかけとなる。
夫の四子吉は昭和天皇採集の貝類図鑑の挿絵を宮内庁から依頼されるなど、東京都の出版関係から発注が相次ぎ多忙となり、1951年東京都文京区高田老松町（現目白台）に転居。四子吉は生き物図鑑をはじめ、専門書や教科書、「ビアンキ動物記」「ファーブル昆虫記」の挿絵など、3万点超を制作している。
マライーニが日本山岳会での講演を機に、同会の歴代会長で登山家の槇有恒、松方三郎の要請で入会。紹介した文子も1954年に会員となり、同会イタリア担当委員も務め、イタリアの山や本について講演する。翌年、四子吉も会員となり、夫婦共通の趣味の山登りを軸に、文子はイタリアと山について綴っていたが1983年に急逝。翌1984年、四子吉による「あとがき」を付け「イタリアの山を行く」として出版され、これが絶筆となる。

## 人物
文子の父は実業家中村伊三郎。明治天皇のシャツも納入の「中村莫大小（メリヤス）」経営の傍ら、関西屈指の高級住宅街「苦楽園」（兵庫県西宮市）の開発・経営も手がけた人物。文子は幼少期「山へ行く」という語が「苦楽園に出かける」ことを指すほど「家族で苦楽園に出かけ、何日も滞在した」といい、文子が山登り好きとなるきっかけに。スポーツではテニスも楽しみ、神戸女学院では「テニスの中村」と呼ばれるほど活動的だった。
文子の甥（妹孝子の息子）の酒井道雄によると、伊三郎は、「大陸浪人」革命家の宮崎滔天と交流があった。その、宮崎の支援する「中国革命の父」孫文は、日本に亡命中の1913年（大正2年）3月11日、大阪市の中村メリヤス工場を訪問。文子らと一緒に写真に写っている。そんな大きな視野の資産家の「船場のいとはん」（令嬢）として育ち、〈少女時代は才気かんぱつ、ひとのどぎもを抜くようなところがあった〉。
一方で、詩人河井醉茗の弟子となるなど物静かな面もみせる。夫の四子吉の勤める京大の川村多実二研究室に、今西錦司とともに「棲み分け理論」の基礎を築いた先駆的群集生態学者の可児藤吉がおり、1944年（昭和19年）4月、可児が太平洋戦争で出征する際、文子宅に一泊。「ノートと鉛筆だけはうんと持っていくのだ」と語った可児のため、文子は黒ラシャの切れ端で、鉛筆袋を作り餞別を送った。可児は7月18日、36歳でサイパン島で戦死。文子は10月19日、可児の墓を参ったが、墓には白木の角棒で「故陸軍上等兵可児藤吉の墓」と書かれ、可児の所属していた川村研究室や京大動物学教室の名前は一切なかった、という。
甥の酒井は神戸新聞元編集委員で、1990年（平成2年）から3年間公益財団法人太平洋人材交流センター（PREX）の元専務理事も務めた。文子と四子吉について詳しく、各地で講演している。

## 著書
- 土の笛　牧野文子詩集（河井酔茗序文、理論社、1964年）
- イタリアは青い空（牧野四子吉イラスト、理論社、1968年）
- 知らなかった美しいイタリア（牧野四子吉イラスト、1973年）
- イタリアへの郷愁（牧野四子吉イラスト、理論社、1976年）
- あめんぼのゆめ　牧野文子少年詩集 (牧野四子吉イラスト、理論社、1981年）
- 山への旅-りんどうは空を見ていた-（アディン書房、1982年）
- 鳴り始めたオルゴール　12の国・旅の随想（理論社、1982年）
- イタリアの山を行く（アディン書房、1984年）

## 翻訳
- ヒマラヤの真珠（フォスコ・マライーニ著、精華堂、1943年）
- チベット　そこに秘められたもの (フォスコ・マライーニ著、理論社、1958年）
- 主人二人の召使 (カルロ・ゴルドーニ著、未來社、1959年)
- カラコルムの峻峰登頂記録　ガッシャブルム4（G4）(理論社、フォスコ・マライーニ著、1962年)
- 海女の島　舳倉島（フォスコ・マライーニ著、未来社、1964年)
- 消えない証言　アルジェリアの子どもの物語 (理論社、1964年)
- ヒマラヤ巨峰初登頂記　八○○○メートル峰一四座（マリオ・ファンティン著、あかね書房、1969年）
- ゴルドーニ傑作喜劇集（カルロ・ゴルドーニ著、未來社、1984年）
- 錬金術の起源（マルセラン・ベルトゥロ著、埼玉大学名誉教授田中豊助と共訳、内田老鶴圃新社、1973年）
- 物理と化学（アントワーヌ・ラヴォアジエ著、田中豊助らと共訳、内田老鶴圃新社、1976年）
- 化学命名法（アントワーヌ・ラヴォアジエ著、田中豊助らと共訳、内田老鶴圃新社、1976年）

## 編集
- チベット滞在記（多田等観著、白水社、1984年）